# 極位極官
極位極官（きょくいきょっかん、ごくいごっかん）は、人物が受けた叙任の中で最高の官位を指す。最高の位階を極位、最高の官職を極官と呼ぶが、極官の一語で極位極官を表す場合も多い。
律令制においては、最高の官職を指して極官と呼ばれることがある。制度上は太政大臣がそれに相当するが、平安時代中期以後に人臣の摂政・関白が任ぜられると、極官として認識されるようになる。平安時代後期以後、家職が形成されるようになると貴族・官人の極位極官は家ごとで概ね定まる様になり、それに基づいて摂家・清華家・大臣家・羽林家・名家・半家と公家の家格が決定されるようになる。公家社会では自己の家格の極官を越えて任命されると非難の対象になり、また却って不幸な出来事があるとする「官打ち」の思想が形成され、極位極官制度によって身分秩序の統制が図られるようになり、それが幕末に至るまで続いた。もっとも、治天の君や武家政権（将軍）と個々の公家との関係によっては、この原則が無視される場合もあった。
また、武家は羽林家に準じた家格が定められた。

## 極位極官一覧

### 公家
| 家格   | 家名                     | 極官                                    |
| ------ | ------------------------ | --------------------------------------- |
| 摂家   | 近衛家                   | 摂政・関白                              |
| 摂家   | 九条家                   | 摂政・関白                              |
| 摂家   | 鷹司家                   | 摂政・関白                              |
| 摂家   | 二条家                   | 摂政・関白                              |
| 摂家   | 一条家                   | 摂政・関白                              |
| 清華家 | 久我家                   | 近衛大将、太政大臣 （江戸時代は左大臣） |
| 清華家 | 三条家                   | 近衛大将、太政大臣 （江戸時代は左大臣） |
| 清華家 | 西園寺家                 | 近衛大将、太政大臣 （江戸時代は左大臣） |
| 清華家 | 徳大寺家                 | 近衛大将、太政大臣 （江戸時代は左大臣） |
| 清華家 | 花山院家                 | 近衛大将、太政大臣 （江戸時代は左大臣） |
| 清華家 | 大炊御門家               | 近衛大将、太政大臣 （江戸時代は左大臣） |
| 清華家 | 今出川家                 | 近衛大将、太政大臣 （江戸時代は左大臣） |
| 清華家 | 醍醐家                   | 近衛大将、太政大臣 （江戸時代は左大臣） |
| 清華家 | 広幡家                   | 近衛大将、太政大臣 （江戸時代は左大臣） |
| 大臣家 | 中院家                   | 右大臣                                  |
| 大臣家 | 正親町三条家             | 右大臣                                  |
| 大臣家 | 三条西家                 | 右大臣                                  |
| 羽林家 | →「 羽林家 」を参照      | 近衛中将、大納言                        |
| 名家   | →「 名家 (公家) 」を参照 | 大納言                                  |
| 半家   | 高倉家                   | 大納言                                  |
| 半家   | 高辻家                   | 大納言                                  |
| 半家   | 五条家                   | 大納言                                  |
| 半家   | 東坊城家                 | 大納言                                  |
| 半家   | 唐橋家                   | 大納言                                  |
| 半家   | 石井家                   | 中納言                                  |
| 半家   | 桒原家                   | 中納言                                  |
| 半家   | 西洞院家                 | 参議                                    |
| 半家   | 清岡家                   | 参議                                    |
| 半家   | 上記以外の半家           | 非参議                                  |

### 武家

#### 鎌倉時代
| 家名等   | 極位極官             |
| -------- | -------------------- |
| 源氏将軍 | 正二位、右大臣       |
| 宮将軍   | 一品、中務卿、兵部卿 |

| 家名等       | 極位極官                 |
| ------------ | ------------------------ |
| 北条氏得宗家 | 正四位下、相模守         |
| 足利氏       | 正四位下、陸奥守、左馬頭 |
| 安達氏       | 秋田城介、陸奥守         |
| 長井氏       | 正五位下                 |

#### 室町時代
| 家名等     | 極位極官                 |
| ---------- | ------------------------ |
| 足利将軍家 | 従一位、太政大臣、准三宮 |
| 将軍家連枝 | 従二位、権大納言         |
| 鎌倉公方家 | 従三位、左兵衛督         |

| 家名等               | 極位極官                   |
| -------------------- | -------------------------- |
| 斯波氏（武衛家）     | 従三位、左兵衛督           |
| 畠山氏（金吾家）     | 従三位、左衛門督           |
| 細川氏（京兆家）     | 従四位下、右京大夫         |
| 吉良氏（西条家）     | 従四位下、左兵衛佐         |
| 山名氏（本宗家）     | 従三位、右衛門督           |
| 一色氏（本宗家）     | 従四位下、左京大夫         |
| 畠山氏（匠作家）     | 従四位下、修理大夫         |
| 細川氏（讃州家）     | 従四位下、讃岐守           |
| 京極氏（本宗家）     | 従四位下、大膳大夫         |
| 赤松氏（本宗家）     | 従三位、左京大夫           |
| 大内氏               | 従二位、左京大夫、兵部卿   |
| 武田氏（豆州家）     | 従三位、伊豆守、大膳大夫   |
| 六角氏               | 従四位下、大膳大夫         |
| 土岐氏（西池田家）   | 従四位下、美濃守、左京大夫 |
| 今川氏               | 従四位下、上総介、治部大輔 |
| 渋川氏（九州探題家） | 従四位下、右兵衛佐         |
| 大崎氏（奥州探題家） | 従四位下、陸奥守、左京大夫 |
| 最上氏（羽州探題家） | 従四位下、出羽守、右京大夫 |
| 伊勢氏（勢州家）     | 従四位上、伊勢守           |

#### 江戸時代
| 分類   | 家名等               | 領国       | 極位極官                                     |
| ------ | -------------------- | ---------- | -------------------------------------------- |
| 将軍家 | 徳川宗家             | －         | 従一位、太政大臣                             |
| 将軍家 | 将軍家世嗣           | －         | 従二位、権大納言、右近衛大将                 |
| 御三家 | 尾張徳川家           | 尾張名古屋 | 従二位、大納言、右近衛中将、右兵衛督         |
| 御三家 | 紀州徳川家           | 紀州和歌山 | 従二位、大納言、右近衛中将                   |
| 御三家 | 水戸徳川家           | 常陸水戸   | 正三位、権中納言、右近衛中将                 |
| 大名家 | 松平家（前田氏）     | 加賀金沢   | 従三位、（権中納言）、参議                   |
| 大名家 | 越前松平家           | 越前福井   | 正四位上、（参議）、左近衛中将               |
| 大名家 | 会津松平家           | 陸奥会津   | 正四位上、左近衛中将                         |
| 大名家 | 高松松平家           | 讃岐高松   | 従四位上、左近衛中将                         |
| 大名家 | 高須松平家           | 美濃高須   | 従四位上、左近衛少将                         |
| 大名家 | 西条松平家           | 伊予西条   | 従四位上、左近衛少将                         |
| 大名家 | 松平家（久松氏）     | 伊予松山   | 従四位下、左近衛権少将                       |
| 大名家 | 松平家（越前松平家） | 播磨明石   | 従四位下、左兵衛督                           |
| 大名家 | 松平家（越前松平家） | 出雲松江   | 従四位下、左近衛権少将                       |
| 大名家 | 松平家（越前松平家） | 美作津山   | 従四位下（従三位）、左近衛権中将             |
| 大名家 | 松平家（久松氏）     | 伊勢桑名   | 従四位下、左近衛権少将                       |
| 大名家 | 井伊家               | 近江彦根   | 正四位上、掃部頭、左近衛中将                 |
| 大名家 | 松平家（島津氏）     | 薩摩鹿児島 | 従四位上（従三位）、薩摩守、左近衛中将、参議 |
| 大名家 | 松平家（伊達氏）     | 陸奥仙台   | 従四位上、陸奥守、左近衛中将                 |
| 大名家 | 松平家（池田氏）     | 因幡鳥取   | 従四位下、左近衛権少将                       |
| 大名家 | 松平家（池田氏）     | 備前岡山   | 従四位下、左近衛権少将                       |
| 大名家 | 松平家（黒田氏）     | 筑前福岡   | 従四位下、左近衛権少将                       |
| 大名家 | 松平家（浅野氏）     | 安芸広島   | 従四位下、左近衛権少将                       |
| 大名家 | 松平家（鍋島氏）     | 肥前佐賀   | 従四位下、左近衛権少将                       |
| 大名家 | 松平家（毛利氏）     | 長門萩     | 従四位下、大膳大夫、左近衛権少将、侍従       |
| 大名家 | 佐竹家               | 出羽秋田   | 従四位下、右京大夫、左近衛権少将、侍従       |
| 大名家 | 上杉家               | 出羽米沢   | 従四位下、弾正大弼、左近衛権少将、侍従       |
| 大名家 | 有馬家（摂津有馬氏） | 筑後久留米 | 従四位下、左近衛権少将、侍従                 |
| 大名家 | 藤堂家               | 伊勢安濃津 | 従四位下、左近衛権少将、侍従                 |
| 大名家 | 松平家（土佐山内氏） | 土佐高知   | 従四位下、土佐守、侍従                       |
| 大名家 | 松平家（蜂須賀氏）   | 阿波徳島   | 従四位下、阿波守、侍従                       |
| 大名家 | 宗家                 | 対馬       | 従四位下、対馬守、侍従                       |
| 大名家 | 細川家               | 肥後熊本   | 従四位下、越中守、左近衛権少将、侍従         |
| 大名家 | 酒井家               | 播磨姫路   | 従四位下、雅楽頭、侍従                       |
| 大名家 | 酒井家               | 出羽庄内   | 従四位下、左衛門尉、侍従                     |
| 大名家 | 伊達家               | 伊予宇和島 | 従四位下、左近衛権少将                       |
| 大名家 | 松平家（柳沢氏）     | 大和郡山   | 従四位下、侍従                               |
| 大名家 | 小笠原家             | 豊前小倉   | 従四位下、侍従                               |
| 大名家 | 榊原家               | 越後高田   | 従四位下、侍従                               |
| 大名家 | 丹羽家               | 陸奥二本松 | 従四位下、侍従                               |
| 大名家 | 立花家               | 筑後柳川   | 従四位下、左近将監、侍従                     |
| 大名家 | 松平家（奥平氏）     | 武蔵忍     | 従四位下、侍従                               |
| 大名家 | 松平家（前田氏）     | 越中富山   | 従四位下                                     |
| 大名家 | 松平家（前田氏）     | 加賀大聖寺 | 従四位下                                     |
| 大名家 | 真田家               | 信濃松代   | 従四位下                                     |
| 大名家 | 南部家               | 陸奥盛岡   | 従四位下                                     |
| 大名家 | 戸田家               | 美濃大垣   | 従四位下                                     |
| 大名家 | 津軽家               | 陸奥弘前   | 従四位下                                     |
| 大名家 | 大久保家             | 相模小田原 | 従四位下                                     |
| 大名家 | 酒井家               | 若狭小浜   | 従四位下                                     |
| 大名家 | 喜連川家             | 下野喜連川 | 無位無官                                     |
| 大名家 | 上記以外の大名       | －         | 従五位下                                     |

幕府の役職
| 役職       | 極位極官               |
| ---------- | ---------------------- |
| 老中       | 従四位下、侍従         |
| 京都所司代 | 従四位下、侍従         |
| 大坂城代   | 従四位下               |
| 側用人     | 従四位下               |
| 高家       | 正四位下、左近衛権中将 |